# نيد
نيد (بالفرنسية: Nedde)‏ هي بلدية في مقاطعة فيين العليا في منطقة أقطانية الجديدة غرب وسط فرنسا.